# Fantomas minaccia il mondo
Fantomas minaccia il mondo (Fantomas se déchaîne) è un film del 1965 diretto da André Hunebelle.
Seguito di Fantomas 70 (Fantomas, 1964), è il secondo capitolo di una trilogia di film che Hunebelle dedicò al personaggio di Fantômas e che si conclude con Fantomas contro Scotland Yard (Fantomas contre Scotland Yard, 1967).

## Trama

Louis de Funès e Jean Marais in maschera al ballo di Fantomas.

Mentre il commissario Juve viene insignito della legion d'onore per la lotta contro Fantomas, ormai sparito nel nulla da un anno, questi si rifà vivo e rapisce uno scienziato da un centro di ricerca. Il suo progetto criminale lo vede impegnato a recuperare le informazioni di due insigni scienziati francesi che stanno studiando la potenza delle "onde telepatiche". Rapito il primo, a Fantomas manca di rapire il professor Lefèvres, ma il giornalista Fandor, sempre alla caccia dello scoop su Fantomas, si sostituisce a lui causando gravi inconvenienti sia ai rapitori sia alla polizia francese la quale in incognito, cerca di sorvegliare Lefèvres.
Mentre Fandor, nei panni di Lefèvres, giunge a Roma per un congresso, il vero professore si mostra irritato da alcuni interventi goffi del suo alter ego durante un'intervista televisiva. Al convegno Fantomas mette in atto il suo piano di sequestro e, ignaro dell'inganno del giornalista ora alleato con il commissario Juve, indossa anche lui la maschera dello scienziato. Scaturisce così una buffa baraonda dove Fantomas fugge insieme a Hélène, la fidanzata di Fandor, scambiandolo lei per il suo compagno, con il vero professore che arriva proprio sul più bello e che viene tempestivamente rapito dagli uomini di Fantomas. Il commissario Juve viene arrestato e portato in manicomio.
Hélène viene ricattata da Fantomas, che ha sequestrato suo fratello adolescente ma ha lasciato lei libera. Il criminale organizza una festa in maschera per completare la serie sequestrando anche i suoi nemici giurati, Fandor e Juve. I protagonisti si ritrovano in un laboratorio segreto di Fantomas, dove lavorano gli scienziati sequestrati. Con l'aiuto di alcuni gadget del commissario e con gli scienziati stessi, riescono a capovolgere la situazione, avvalendosi anche di un'arma a onde telepatiche che funziona entro un raggio di 14 metri. Fantomas si vede costretto a fuggire, prima a piedi, sulle pendici di un vulcano, poi in macchina, con la Citroën DS bianca. Fandor e Juve riescono a procurarsi una jeep per inseguirlo ma il criminale, in una scena epica, raggiunge la pista di un aeroporto e trasforma la propria auto in un piccolo velivolo, alzandosi in volo. I due inseguitori allora prendono in ostaggio il pilota di un aereo e lo costringono a decollare. Nei cieli alcuni disguidi fanno sì che il commissario apra il portellone dell'aereo e ne voli fuori. Fandor si lancia con il paracadute per trarlo in salvo mentre Fantomas dal cielo contempla divertito la scena.

## Produzione

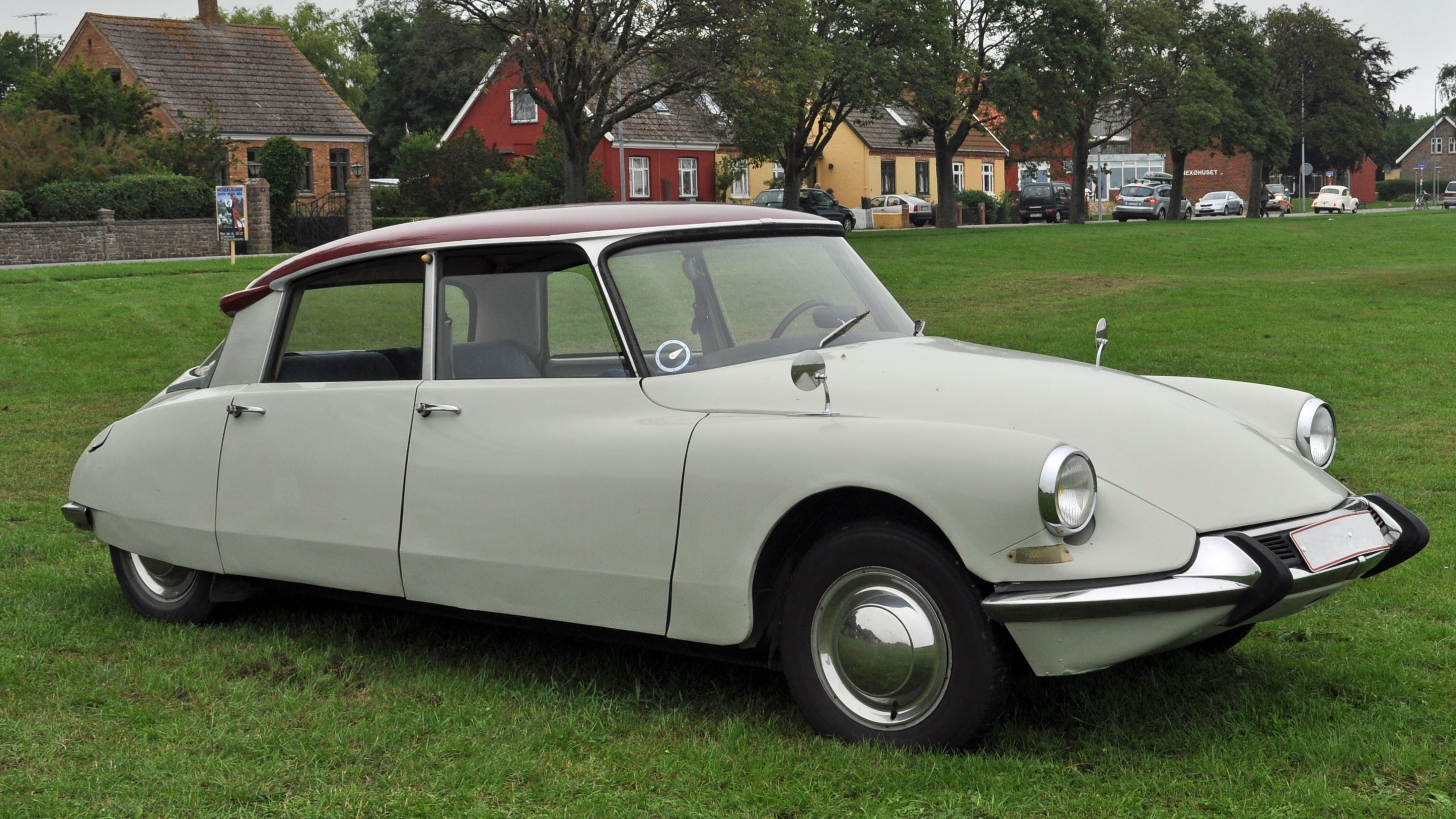
La Citroën DS, come quella usata da Fantomas. L'auto è ricordata soprattutto per la celebre scena, nel finale del film, doveFantômas guida la DS che vola.

Prima di scegliere il titolo originale francese Fantomas se déchaîne ("Fantomas si scatena"), la produzione pensava di intitolarlo La Vengeance de Fantomas ("La vendetta di Fantomas") o Fantomas revient ("Fantomas ritorna"). Inizialmente, Louis de Funès non doveva far parte del secondo Fantomas. Infatti, dopo le riprese del primo Fantomas 70, la sceneggiatura era stata scritta senza de Funès; tuttavia, tra le riprese del primo e del secondo Fantomas, Louis de Funès era diventato una star con tre film di gran successo – Una ragazza a Saint-Tropez (7 milioni di entrate), Fantomas 70 (4,5 milioni di entrate) e Colpo grosso ma non troppo (7 milioni di entrate). André Hunebelle e Jean Halain decisero quindi di riscrivere la sceneggiatura includendoci il commissario Juve, cioè de Funès.
Max Douy, creatore e disegnatore dello stravagante covo del genio del male, sarebbe poi diventato il progettista di uno degli episodi di James Bond: Moonraker nel 1979. Durante le riprese di Fantomas minaccia il mondo, in occasione del suo cinquantunesimo compleanno, de Funès ricevette un'attrezzatura completa da agente segreto. La prima centrale nucleare francese (Chinon A1 commissionata nel 1963 e che ha prodotto energia elettrica fino al 1973), è servita da sfondo alle malefatte di Fantomas. Parte di questo sito è ora visitabile poiché la centrale – soprannominata La Palla a causa dei reattori installati in una unità sferica in acciaio di 55 m di diametro – dal 1986 ospita un museo dell'atomo di Chinon. È all'interno di questa palla che il professor Marchand lavora nel film quando appare Fantomas. Altre scene sono state girate a Chinon, compresa quella in cui il criminale controlla un esercito di lavoranti impegnati nel suo covo segreto.
Le scene di eruzioni vulcaniche del Vesuvio, presso il covo di Fantomas, sono estratte dal film documentario Les Rendez-vous du diable di Haroun Tazieff. Olivier de Funès, figlio del comico francese, appare per la prima volta sullo schermo in questo film, per poi prender parte ad altre cinque pellicole col padre, prima di diventare pilota di linea.

### Riprese
Il film è stato girato nelle seguenti location:
- Francia :
  - Parigi
  - Chinon nella Indre e Loira
- Italia: 
  - Roma
  - Napoli sul vulcano Vesuvio

### Acrobazie
- Per la prima volta nella sua carriera cinematografica, Jean Marais si fa doppiare fisicamente dal rinomato stuntman Gil Delamare durante la vertiginosa sequenza finale del film. Quest'ultimo organizza la sequenza filmata per la prima volta con il cameraman acrobata Jean-Jacques Dubourg. Louis de Funès viene invece doppiato nella stessa sequenza da Henry Violin.
- Gil Delamare lavora e collabora, tra gli altri, nei film Il giorno più lungo, Tre uomini in fuga e anche in L'uomo di Rio. Muore ne 1966, in una cascata d'auto con testa-coda, nel film Le Saint prend l'affût, diretto da Christian-Jaque e nuovamente con Jean Marais. Gli succede il noto stuntman Rémy Julienne (già utilizzato dallo stesso Delamare nel primo Fantômas per eseguire acrobazie su moto), che decide di assumersi tutti i contratti di altri film già sottoscritti da Gil prima della sua morte.
- Le azioni speciali, i combattimenti e le altre scene acrobatiche, sono organizzate e prodotte da Claude Carliez e la sua squadra di cascatori, che lavoreranno spesso anche insieme a Jean-Paul Belmondo e parteciperanno a qualche pellicola di James Bond negli anni 1980. Il gruppo sarà responsabile di combattimenti e lotte per i film: Tre uomini in fuga, Il poliziotto della brigata criminale, Le Coup du parapluie, Le Capitan e il citato Moonraker.
- Per quanto riguarda le altre scene d'azione, Jean Marais rifiuta le controfigure per le acrobazie fisiche, tranne che per la scena finale del film.[2]

## Accoglienza

### Critica
Il secondo dei tre film di Fantomas degli anni 1960 riunisce le star Louis de Funès e Jean Marais in quella che è essenzialmente una parodia dei film di spionaggio, con Marais che interpreta sia il buono (Fandor) che il cattivo (Fantomas). Il figlio di de Funès, Olivier, fa il suo debutto sul grande schermo, recitando la parte del fratello minore di Hélène.
Come negli altri due film della serie, Fantomas minaccia il mondo ha sicuramente diversi momenti brillanti, ma nel complesso sembra piuttosto piatto e insoddisfacente. Il regista André Hunebelle aveva quasi settant'anni quando girò questo film e ciò appare molto evidente nella mancanza di concentrazione scenica e di energia. "Ciò che salva il film e lo ha trasformato in un cult movie, è la qualità delle prestazioni dei due attori principali e l'atmosfera visiva del film, che deriva principalmente dalla progettazione sfrontatamente kitsch del set. Questo ricompensa la direzione poco brillante, la trama faticosa (che deve più a Tintin di Hergé che ai romanzi originali di Fantômas) e le scene d'azione noiose".
È un peccato che nessuno dei tre film riesca veramente a sfruttare appieno il potenziale del personaggio di Fantomas redivivo. La prestazione di Jean Marais quale arcicriminale dalla pelle verde è cupa e agghiacciante, ma rivela una sottile umanità non presente nei film originali (1913) di Louis Feuillade. Purtroppo, tutto ciò è quasi totalmente eclissato dall'avvolgente personaggio comico di Louis de Funès, che domina la scena. Il film è giocato principalmente su risate a buon mercato, e si può facilmente capire la frustrazione di Marais nell'impresa.

## Sequel
- Fantomas contro Scotland Yard (Fantomas contre Scotland Yard) (1967)

## Curiosità
- La copertina del primo album del gruppo musicale Fantômas rappresenta la locandina spagnola di Fantomas minaccia il mondo (in spagnolo: Fantômas Amenaza Al Mundo). Anche se il titolo ufficiale dell'album è Fantômas, molti chiamano questo album Amenaza Al Mundo.[5]

### Discografia
- Michel Magne, Fantômas / Fantômas Se Déchaîne / Fantômas Contre Scotland Yard.